# Лесиця (Нижньосілезьке воєводство)
Лесиця (пол. Lesica, нім. Freiwalde) — село в Польщі, у гміні Мендзилесе Клодзького повіту Нижньосілезького воєводства.
Населення — 43 особи (2011).
У 1975-1998 роках село належало до Валбжиського воєводства.

## Демографія
Демографічна структура станом на 31 березня 2011 року:
|          | Загалом | Допрацездатний вік | Працездатний вік | Постпрацездатний вік |
| -------- | ------- | ------------------ | ---------------- | -------------------- |
| Чоловіки | 24      | 2                  | 20               | 2                    |
| Жінки    | 19      | 3                  | 14               | 2                    |
| Разом    | 43      | 5                  | 34               | 4                    |